# SUV cupê

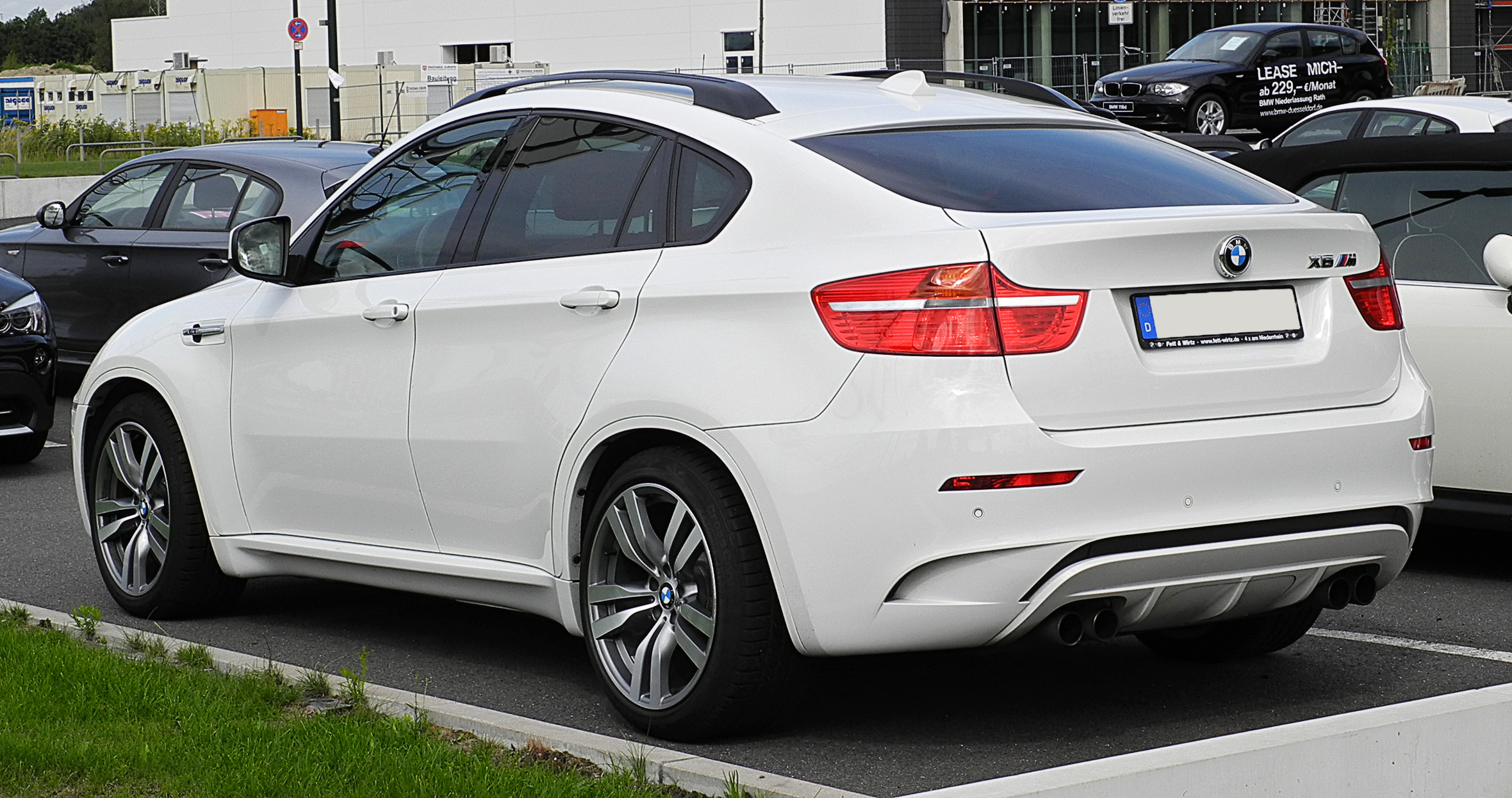
O BMW X6 de 1ª geração, amplamente considerado como o primeiro SUV cupê.

Um SUV cupê é um tipo de veículo utilitário esportivo com o teto traseiro inclinado semelhante aos dos cupês. O teto inclinado é adotado para oferecer uma vantagem de estilo em comparação com o SUV padrão, o que ajuda a aumentar as margens de lucro, pois os fabricantes podem aumentar o preço comercializando-o como um modelo mais premium.
Embora o termo "cupê" em si se refira a um carro de passeio com o teto traseiro inclinado ou truncado e 2 portas, todo SUV cupê (exceto o Range Rover Evoque Coupé) é equipado com 5 portas. O estilo da carroceria ganhou críticas notavelmente, pois alguns o consideram menos atraente e menos prático do que os crossovers normais, já que o teto baixo reduz o espaço de carga e da altura do passageiro traseiro.
Exemplos fabricados no Brasil são o BMW X4, Volkswagen Nivus e Fiat Fastback.